# Губаев, Салим Сарварович
Салим Сарварович Губаев (род. 4 июля 1959, Исякаево, Башкирская АССР) — советский, российский инженер-механик, муниципальный деятель; генеральный директор ОАО «Керамика» (с 2002), председатель Совета муниципального района Белебеевский район Республики Башкортостан.

## Биография
С 1977 года работал автоматчиком на Белебеевском заводе «Автонормаль». С 1984 года, окончив Уфимский авиационный институт по специальности «инженер-механик, машины и технология обработки металлов давлением», продолжал работать на заводе «Автонормаль»: мастер автоматного цеха (1984—1986; в 1986—1988 служил в Советской Армии), заместитель начальника автоматного цеха (1988—1993). В 1994—2002 — начальник кирпичного завода АО «Автонормаль», исполняющий обязанности генерального директора ООО «Керамика», с 2002 года — генеральный директор ОАО «Керамика».
На муниципальных выборах 14 октября 2012 года был избран депутатом Совета муниципального района Белебеевский район Республики Башкортостан, на первом заседании Совета (1.11.2012) избран его председателем.
Глава Администрации городского поселения город Белебей.